# Som - Fundació Catalana Tutelar
|  | No s'ha de confondre amb ASPANIAS. |

Som - Fundació Catalana Tutelar és una entitat privada catalana sense afany de lucre creada el 26 de març de 1987 per l'Associació Aspanias i formada per un grup de pares, voluntaris i professionals sensibilitzats amb els drets i els interessos de les persones amb discapacitat intel·lectual i del desenvolupament, vetllant perquè els seus drets siguin respectats i millori la seva qualitat de vida. Ofereix serveis d'assessoria jurídica i d'orientació familiar en casos en què els pares dels discapacitats encara visquin. I en el cas que faltin els pares, exerceix la tutela de les persones amb discapacitat intel·lectual, així com atenció i seguiment en defensa dels seus drets. Amb seu a Barcelona, del 1992 (any en què va assumir les primeres tuteles) el 2006 han passat de tenir 30 persones tutelades a tenir-ne 306; en l'actualitat (2012), tutela un total de 407 persones i, en règim de pretutela, 326 més.
El 2007 va rebre la Creu de Sant Jordi.